# Fortificazioni del Colle San Carlo
Le fortificazioni del Colle San Carlo, insieme alle fortificazioni al Colle della Croce, fanno parte del Caposaldo Colle della Croce - Colle San Carlo, uno dei capisaldi del Vallo alpino occidentale volti a fronteggiare un eventuale nemico proveniente dal Piccolo San Bernardo.
Esse si compongono delle opere 12, 14 e 15 e della batteria della Testa d'Arpy  e se ne incontrano le rovine tra il colle omonimo e la Testa d'Arpy (o Tête d'Arpy), nel comune valdostano di Morgex.
La prima opera in caverna del Colle San Carlo (1970 m s.l.m.) è raggiungibile in pochi minuti dal parcheggio nei pressi del bar La Genzianella, lungo la strada per il Colle San Carlo, seguendo il segnavia numero 15 per il lago d'Arpy.
La batteria della Testa d'Arpy (2017 m s.l.m.), che prende il nome dalla vetta omonima, si trova sul balcone panoramico detto Belvedere con vista su Courmayeur e sul massiccio del Monte Bianco, poco distante dal Colle San Carlo, ed è raggiungibile dallo stesso punto di partenza indicato per le altre opere.

## Storia

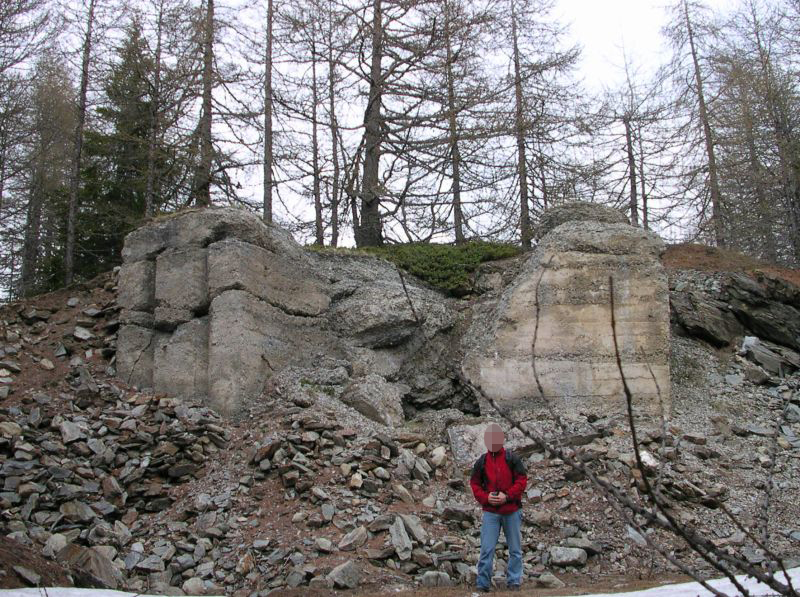
Postazione di fuoco minata in conseguenza del trattato di pace con la Francia.

Se le prime fortificazioni moderne in Valle d'Aosta sono realizzate già a partire dal 1924, è solo nella seconda metà degli anni Trenta del Novecento che vengono costruiti nuovi fortini e rimodernate le strutture esistenti per il vallo alpino: nel territorio di Morgex vengono quindi edificate alcune opere di tipo 7000, ma è solo nel 1941 che per rafforzare il sistema difensivo della direttrice del Piccolo San Bernardo sulle linee di confine è progettata una prima linea arretrata sul Colle San Carlo o Colle d'Arpy.
All'entrata in guerra dell'Italia, nel giugno 1940, nessuna opera di tipo 15000 come quelle del Colle San Carlo è già stata completata ma i lavori proseguono fino al 1942 quando sono definitivamente abbandonati.
Alla fine del conflitto bellico, secondo le direttive dei Trattati di Parigi del 1947, molte strutture sul confine sono distrutte o, per motivi economici, semplicemente disarmate e abbandonate.

## Descrizione
Tutta l'area delle fortificazioni è censita a catasto al foglio 48 del comune di Morgex, la caserma al n. 153, il belvedere d'Arpy è compreso nel vastissimo mappale 155.

### L'opera in caverna sotto la strada per il Lago d'Arpy
Di facile accesso, l'opera in caverna all'interno della collinetta che separa il vallone d'Arpy dalla valle che porta al Piccolo San Bernardo si raggiunge in pochi minuti, prendendo il sentiero numero 15 e scendendo alcuni metri di scarpata ingombri di macerie.
Si presenta all'esterno con un ingresso discreto ma danneggiato. A causa dello scoppio della seconda guerra mondiale l'opera è rimasta incompiuta e, al termine del conflitto, come previsto dalle condizioni di pace alcune parti vennero minate e fatte saltare. Nelle strutture restanti in cemento armato e i pavimenti sono ancora in buono stato. All'interno della montagna, una grande galleria a "L" serviva le batteria che dovevano impedire al nemico l'accesso a Morgex e alla bassa Valle d'Aosta.
A cinque metri dall'entrata si trova a destra un corridoio che dà accesso ad una stanza di circa cinque metri per quattro. Il corridoio le gira intorno su tre lati dopo essere sceso di tra gradini si interrompe. Nel muro vi sono due feritoie dalle quali si vigilava sull'entrata del fortilizio. Tornando indietro verso l'ingresso si accede al grande camerone a volta largo circa quattro metri che penetra in profondità nella collina. Alla fine dello stanzone si trova il corridoio lungo una trentina di metri che porta alla parte centrale del bunker: uno stanzone a "L" dal quale partono i corridoi d'accesso alle postazioni di fuoco che sono state minate in conseguenza del trattato di pace con la Francia.
Dall'altro braccio della "L" inizia il corridoio lungo una decina di metri che porta alla seconda entrata della fortezza. Si percorre un camerone gemello a quello d'ingresso dal quale di accede alla postazione di difesa dell'entrata, alla cameretta e al corridoio d'entrata che è stato murato e si è mantenuto in ottime condizioni. Vi si trova ancora il fosso, potenzialmente colmo d'acqua, che doveva proteggere la porta d'accesso.
Fuori dal forte, sulla cima della collinetta si vedono i due crateri un tempo collegati al sotterraneo e i resti dei muri a secco della fortificazioni. Seguendo il crinale verso sud-ovest si arriva alla casamatta parzialmente demolita collegata da un corridoio ai sotterranei.

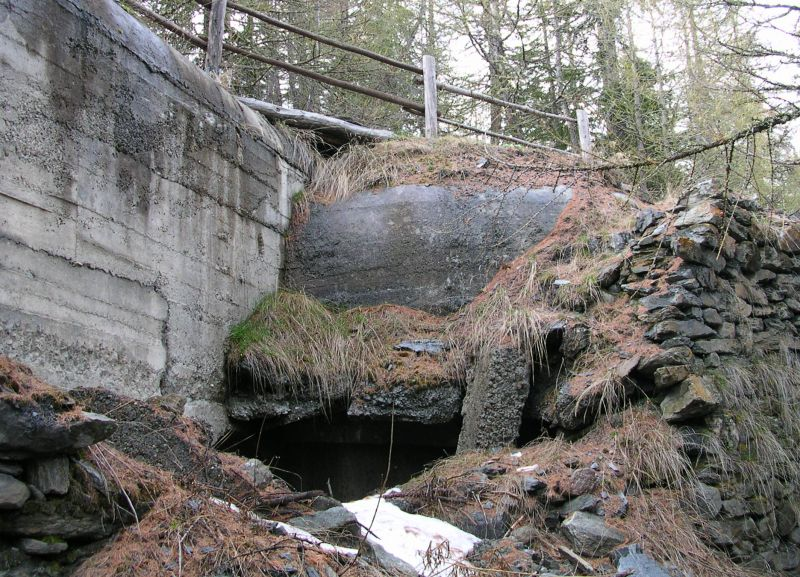
L'ingresso dell'opera in caverna sotto la strada per il lago d'Arpy.
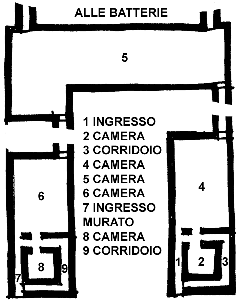
La pianta dell'opera in caverna.
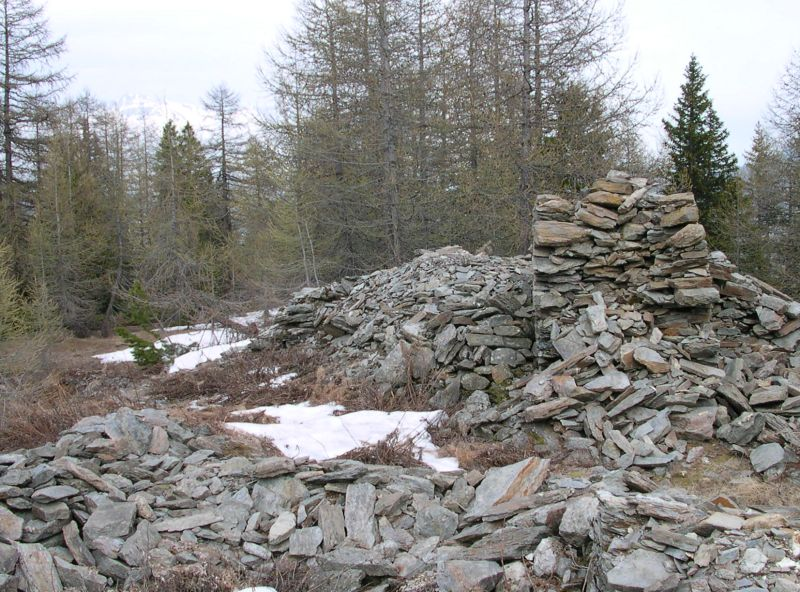
Muri a secco delle fortificazioni.
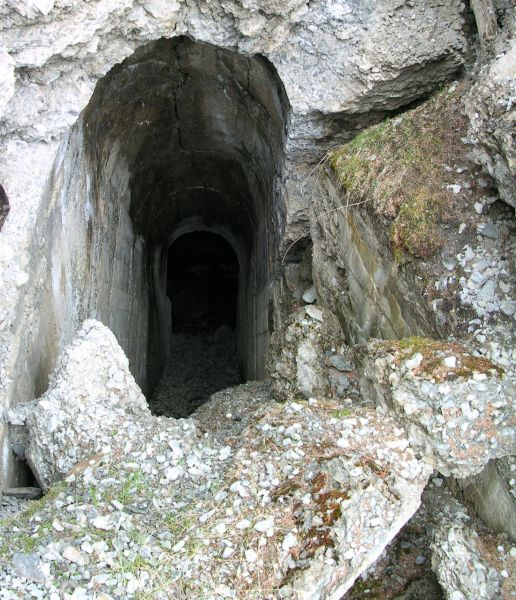
Il corridoio verso i sotterranei della casamatta parzialmente demolita.

### La batteria della Testa d'Arpy
Il Belvedere d'Arpy si raggiunge a piedi partendo dal parcheggio vicino al bar La Genzianella. Dapprima si passa vicino alla vecchia caserma dei Carabinieri Reali che ospitava la guarnigione di difesa del Col San Carlo, alle cui spalle si trova il bunker minato, e si prosegue lungo la vecchia strada militare che percorre tutto lo spartiacque tra il vallone d'Arpy e la valle che sale al Piccolo San Bernardo. A circa metà strada si arriva al bivio che porta ai ripetitori, oltre i quali si trovano alcuni sbancamenti predisposti per opere di difesa mai eseguite. Scendendo sul versante est si raggiunge il Belvedere con vista su Courmayeur e il massiccio del Monte Bianco. Percorrendo l'altro lato parte si arriva ai tre fori d'entrata dell'opera in caverna.
La parte centrale è composta da una galleria ad anello larga circa quattro metri e rivestita da calcestruzzo su cui si innestano i corridoi che avrebbero dovuto condurre ai malloppi verso il Piccolo San Bernardo. Sull'altro lato della cresta si trovano gli scavi per i due ingressi gemelli mai completati. Questi corridoi sono ancora in massima parte a livello di scavi, alcuni sono stati minati. In alcuni tratti è era stato completato il pavimento e s'era cominciato a costruire muri perimetrali interrotti a poco meno di un metro di altezza.
Ai piedi della pietraia che scende dall'ingresso centrale alto del vallone d'Arpy si trovano due portali appaiati, larghi circa un metro e mezzo e alti due, probabilmente usati come basamento della teleferica impiegata nella costruzione delle fortificazioni.

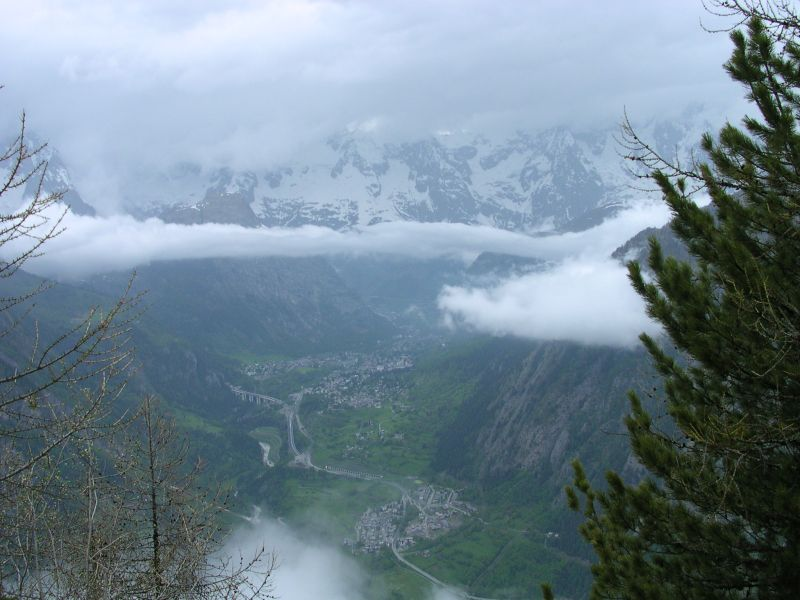
Vista dal Belvedere d'Arpy.
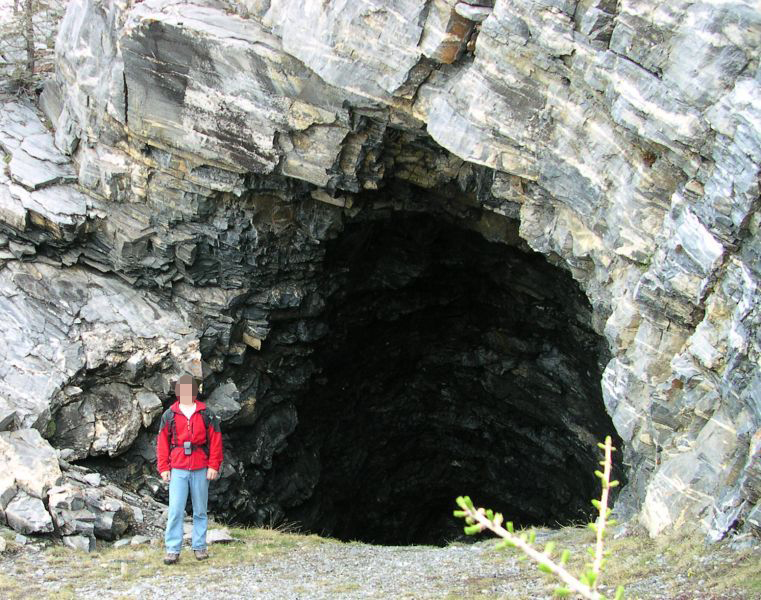
Prima entrata alla batteria del Belvedere d'Arpy.
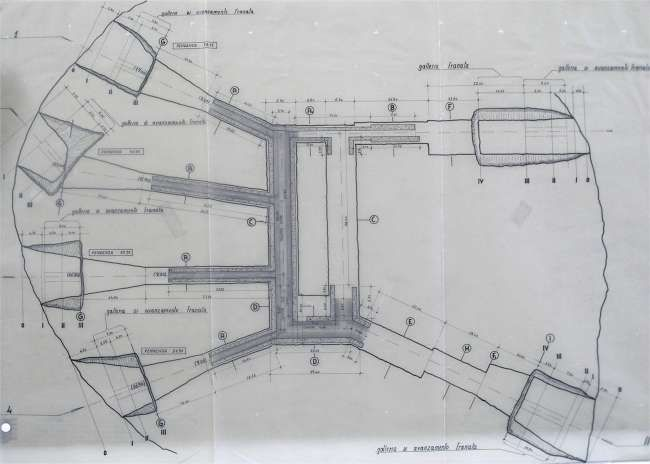
Planimetria della batteria del Belvedere d'Arpy.
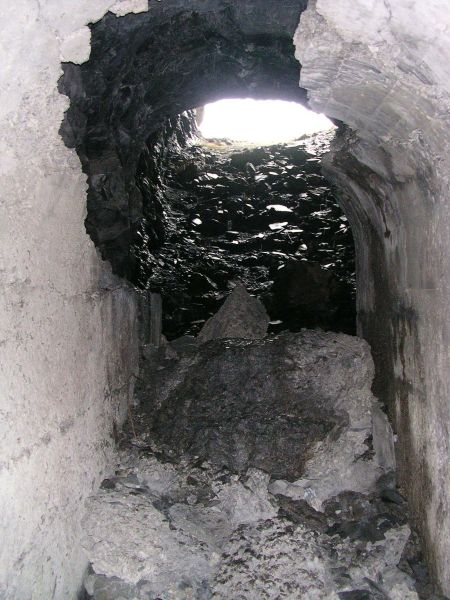
Corridoio minato.

#### La caserma della Testa d'Arpy
La caserma della Testa d'Arpy era il ricovero per una compagnia e per servizi diversi.
Da una tavola in scala 1:200, datata 19 febbraio 1915 e pubblicata nel 1996 risulta che la caserma ospitava al piano terreno, procedendo da destra verso sinistra, la sala convegno caporali e soldati, la scala per l'alloggio ufficiali, la latrina sottufficiali, il corridoio che separava la camera dei marescialli da quella dei sottufficiali, 4 camere di dormitorio per la truppa, le latrine, il lavatoio, la scala per la truppa, il corridoio che disimpegnava la cucina dal magazzino viveri e sul retro i magazzini e la scala per l'infermeria.
Al piano primo, procedendo da sinistra verso destra, si trovavano l'infermeria, la relativa latrina e la sala visite mediche, l'ufficio e il magazzino di compagnia con quattro camerate lavatoio e latrina, un corridoio che separava la cucina e la mensa ufficiali da una delle camere ufficiali e intorno alla scala di destra la latrina e 4 camere per ufficiali.

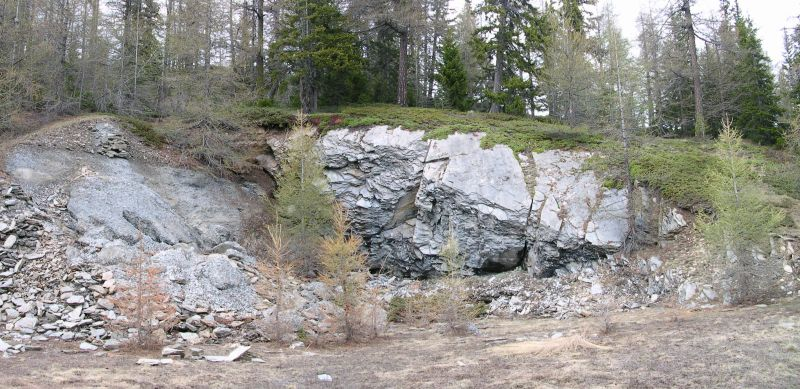
Bunker minato.
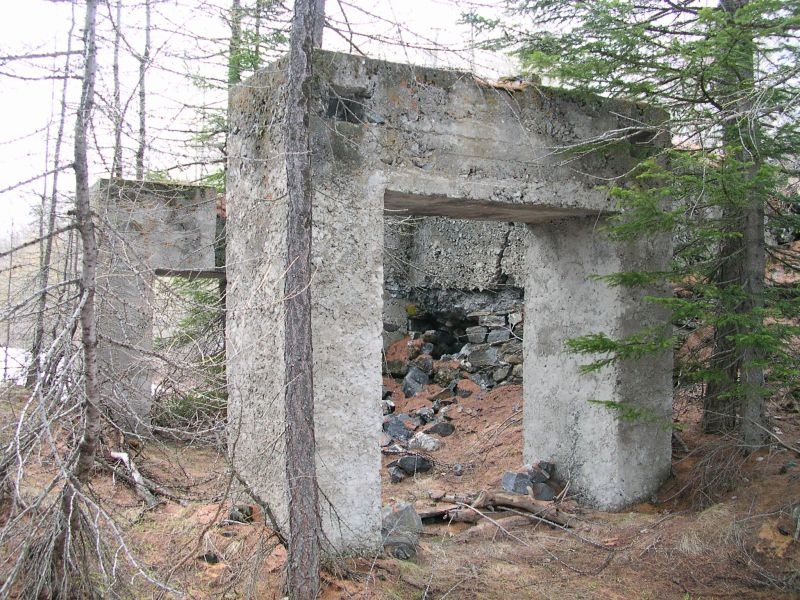
Resti della teleferica.
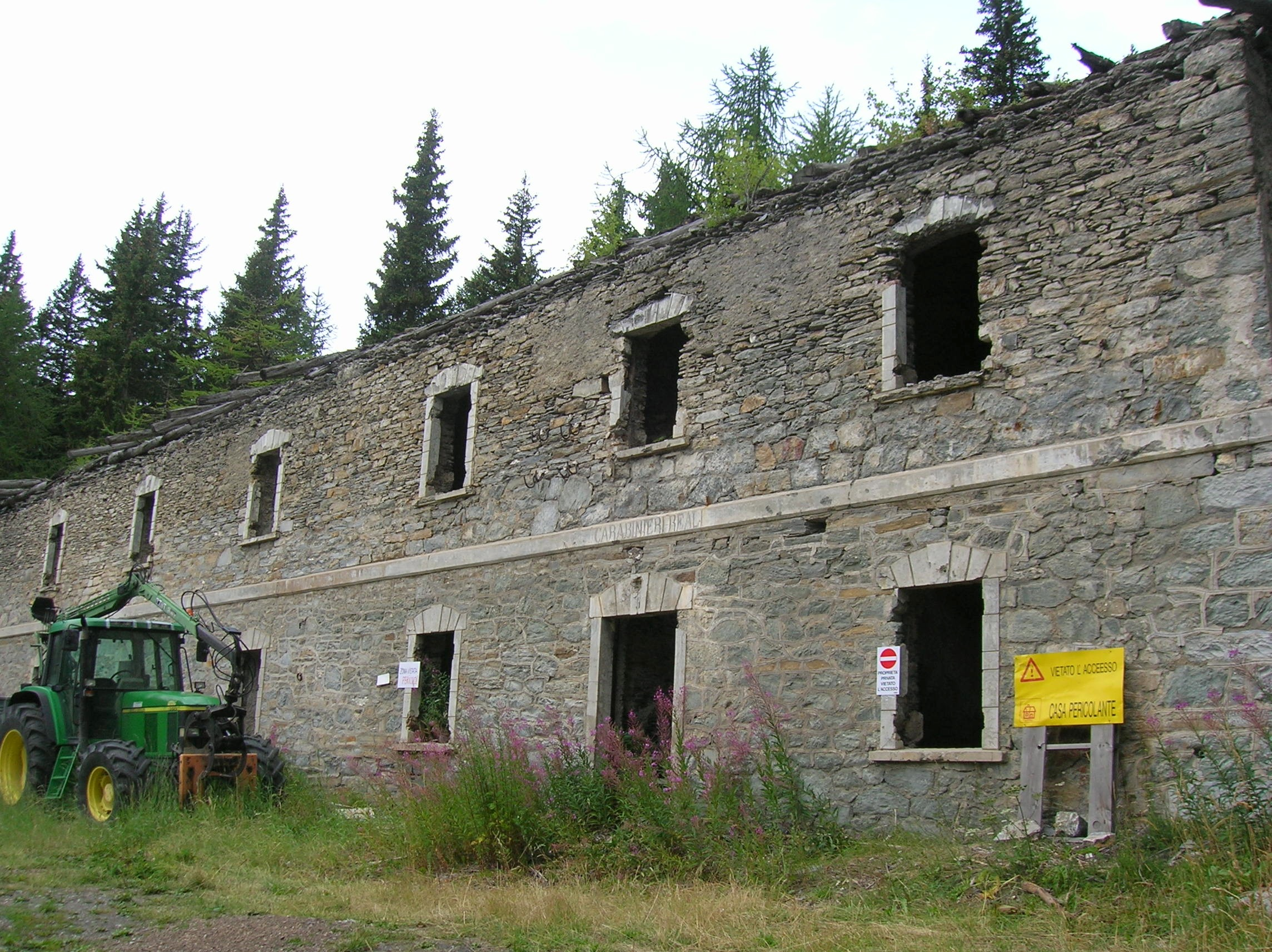
La caserma dei Carabinieri Reali.
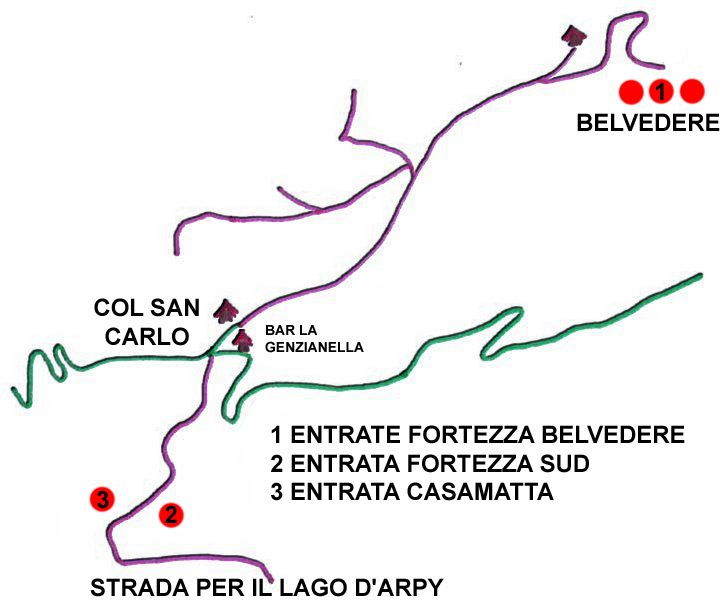
Mappa delle fortificazioni del Colle San Carlo.